# HD187258
HD187258 — хімічно пекулярна зоря спектрального класу F0, що має видиму зоряну величину в смузі V приблизно  7,6.
Вона  розташована на відстані близько 424,7 світлових років від Сонця.